# Prêmio Arthur Friedenreich de 2011
O Prêmio Arthur Friedenreich de 2011 é a 4ª edição do prêmio, criado pela Rede Globo, destinado ao maior artilheiro da temporada no futebol brasiliero.

## Classificação
Atualizado em 19 de dezembro de 2011
| #   | Jogador           | Clube               | Gols |
| --- | ----------------- | ------------------- | ---- |
| 1º  | Leandro Damião    | Internacional       | 38   |
| 2º  | Borges            | Grêmio              | 35   |
| 2º  | Borges            | Santos              | 35   |
| 3º  | Fred              | Fluminense          | 34   |
| 4º  | William           | Avaí                | 28   |
| 5º  | Bill              | Coritiba            | 27   |
| 5º  | Kieza             | Náutico             | 27   |
| 5º  | Rafael Oliveira   | Paysandu            | 27   |
| 8º  | Lincom            | Criciúma            | 26   |
| 8º  | Lincom            | Bragantino          | 26   |
| 8º  | Loco Abreu        | Botafogo            | 26   |
| 10º | Leandro Cearense  | Cametá              | 24   |
| 10º | Leandro Cearense  | Vila Nova           | 24   |
| 10º | Marcelo Nicácio   | Ceará               | 24   |
| 10º | Zé Carlos         | Corinthians-AL      | 24   |
| 10º | Zé Carlos         | Criciúma            | 24   |
| 10º | Neymar            | Santos              | 24   |
| 14º | Liedson           | Corinthians         | 23   |
| 15º | Dagoberto         | São Paulo           | 22   |
| 15º | Fernando          | Cuiabá              | 22   |
| 17º | Anselmo           | Botafogo-SP         | 21   |
| 17º | Anselmo           | Atlético Goianiense | 21   |
| 17º | Cascata           | ABC                 | 21   |
| 17º | Deivid            | Flamengo            | 21   |
| 17º | Lima              | Joinville           | 21   |
| 17º | Montillo          | Cruzeiro            | 21   |
| 17º | Rafael Moura      | Fluminense          | 21   |
| 17º | Ricardo Jesus     | Ponte Preta         | 21   |
| 17º | Ronaldinho Gaúcho | Flamengo            | 21   |
| 17º | Thiago Neves      | Flamengo            | 21   |